# Miroslav Kadlec
Pour les articles homonymes, voir Kadlec.
Miroslav Kadlec, né le 22 juin 1964 à Uherské Hradiště, est un footballeur international tchécoslovaque puis tchèque, qui évolue au poste de défenseur du début des années 1980 au début des années 2000.
Après des débuts au TJ Vítkovice puis un passage au RH Cheb, il rejoint, en 1990, le FC Kaiserslautern. Il remporte avec ce club deux titres de champion d'Allemagne en 1991 et 1998 et une  Coupe d'Allemagne en 1996. Après huit ans dans le club allemand, il joue ensuite au FK Drnovice puis, termine sa carrière au Stavo Artikel Brno en 2002.
Il compte 38 sélections pour un but inscrit avec la Tchécoslovaquie et dispute avec sa sélection la Coupe du monde en 1990. Avec la Tchéquie, il est sélectionné à 26 reprises pour un but marqué et, est finaliste du Championnat d'Europe des nations en 1996.
Son fils, Michal Kadlec évolue également en première division de Tchéquie, au Sparta Prague, lui aussi est international tchèque.

## Carrière
- 1983-1984 :  TJ Vítkovice
- 1984-1986 :  RH Cheb
- 1986-1990 :  TJ Vítkovice
- 1990-1998 :  FC Kaiserslautern
- 1998-2001 :  FK Drnovice
- 2001-2002 :  Stavo Artikel Brno

## Palmarès
- Champion d'Allemagne en 1991 et 1998 avec le FC Kaiserslautern
- Champion d'Allemagne de D2 en 1997 avec le FC Kaiserslautern
- Vainqueur de la Coupe d'Allemagne en 1996 avec le FC Kaiserslautern

## Carrière internationale
- International tchécoslovaque avec 38 sélections et 1 but entre 1987 et 1993
- International tchèque avec 26 sélections et 1 but entre 1994 et 1997
- Vice-champion d'Europe des nations en 1996 : 5 matchs disputés pour aucun but marqué
- Participation à la Coupe du monde en 1990 (1/4 de finaliste) : 5 matchs disputés pour aucun but marqué